# Péri József
Péri József (Budapest, 1933. január 1. – Budapest, 2003. február 13.) Munkácsy Mihály-díjas magyar ötvösművész. A Magyar Művészeti Akadémia tagja (1999–haláláig). Benkő Ilona kerámiaművész férje volt.

## Életpályája
Felsőfokú tanulmányokat folytatott (1951-1956) a Magyar Iparművészeti Főiskolán, ahol Borsos Miklós, Major István, Schey Ferenc és László Gyula voltak a mesterei. Ékszerművességgel foglalkozott, régi, elfelejtett technikák inspirálták, mint a viaszöntés, a niello és különféle zománctechnikák. 1954 óta kiállító művész. Számos jeles hazai és nemzetközi kiállításon szerepelt munkáival. Az 1968-ban alapított Prizma 13 nevű csoport egyik alapító tagja, a csoport minden kiállításán részt vett. 1989-ben a Koronabizottság felkérésére Papp Lászlóval együtt a Szent Koronát tanulmányozta, Péri József lett a Szent Korona Bizottság ötvös szakértője.
Számos, az ötvös mesterség körébe tartozó kérdést válaszolt meg a Szent Korona kapcsán. Hogy egységes tervezés-e a korona? Erre a kérdésre vizsgálódásai nyomán többek közt a következő választ adta:
Minden mesterségben ha valaki egy tárgyat, épületet el akar készíteni, akkor először a szerkezeteket kell megcsinálni és utána következnek a díszítések. Ha tehát egy ötvösnek olyan feladatot adnak, hogy készítsen egy olyan koronát, amely áll egy abroncsból és azt befedi egy egymást keresztező boltozat, akkor először is a szerkezetet kell megcsinálnia oldhatatlan kemény forrasztással. Tehát a karima pántjait is keményen hozzá kellett volna forrasztani az alsó abroncshoz. És utána föl lehet rakni azt, amit csak akar. Itt azonban egészen más helyzettel állunk szemben. Eltekintve attól, hogy két markánsan különböző karakterű rész kerül egymás mellé, a két részt durván, úgyszólván műhely nélkül szegecselték össze. Tehát nem lehet szó egységes tervezésről. Ezek alkalmi egyesítések, összeeresztések és aki ezt szakszerűnek tartja, annak fogalma sincs az ötvöstechnológiáról...

## Kiállításai (válogatás)[3]

### Egyéni
- 1965 • Ohnsorg-ház, Gmunden
- 1966 • Iparművészeti Múzeum, Bécs
- 1968 • Ékszermúzeum, Jablonec, Szlovákia
- 1978, 1987 • Iparművészeti bolt, Balatonfüred
- 1979 • Galerie Am Heumarkt, Köln
- 1981 • M. Swansteyn, Voorburg (Hollandia)
- 1982 • Galerie beim Roten Turm, Würzburg (Német Szövetségi Köztársaság) • Am Koppel 66, Hamburg
- 1983 • Galerie Gewürzstube, Gmunden
- 1984 • Galerie zum Alten Haus, Hanau, Németország
- 1986 • Csók Galéria, Budapest • Handwerkskammer, Hamburg
- 1995 • Péter-Pál Galéria, Szentendre
- 1996, 1998 • Savoyai-kastély, Ráckeve
- 1999 • Fördős Galéria, Budapest

### Csoportos
- 1998 • Kortárs magyar zománcművészet, Kecskeméti Képtár, Kecskemét
- 2001 • Ipar-Művészet. Millenniumi iparművészeti kiállítás, Műcsarnok, Budapest.

## Főbb műveiből[4]
- ELTE méltóságjelvényei (1960-61);
- SOTE méltóságjelvényei (1962);
- Örökmécs Auschwitzban (1962);
- Simontornya Várkapu (1971-72);
- Győr Széchényi patika cégére (1972);
- Rózsafüzér II. János Pál pápának (1991);
- Gloria sublimis Borrend méltóságjelvényei (1995);
- Ereklyetartó a pesti Szervita Templomban (1996);
- Az Iparművészeti Főiskola rektori lánca (1998).

## Köztéri alkotásai

Budapest II. kerülete címere

- méltóságjelvények (1960-1961, Eötvös Loránd Tudományegyetem)
- méltóságjelvények (1962, Semmelweis Orvostudományi Egyetem)
- örökmécs (1962, Auschwitz, magyar emlékhely)
- oszlopburkolat (vörösréz, 1969, Budapest, V. ker., Váci u. 24., Divatszalon)
- várkapu (1971-1973, Simontornya, Vár)
- cégér (vörösréz, bronz, 1972, Győr, Széchenyi Patika)
- Aranyoroszlán (rézlemez, 1979, Veszprém, gyógyszertár)
- rózsafüzér II. János Pál pápának (1991)
- méltóságjelvények (1995, Gloria Sublimis Borrend)
- ereklyetartó (1996, szervita templom)
- rektori lánc (1998, Magyar Iparművészeti Főiskola)
- Budapest II. kerületének címere (2000)
- úrkoporsó (2000, Budapest, Szt. Mihály-templom).

## Társasági tagság
- Az Ötvös Stúdió tagja (1958-)
- Magyar Alkotóművészek Országos Egyesületének elnökségi tagja (1992-)

## Díjak, elismerések
- Munkácsy Mihály-díj (1970);
- Vörös Oroszlán Rend parancsnoki Kereszt (1986);
- A Magyar Köztársasági Érdemrend tisztikeresztje (1994);
- Szent Eligiusz-díj (1996)

## Külső hivatkozások
- Péri József életrajza a MMA honlapján